# Mol (enhed)
 For alternative betydninger, se Mol. (Se også artikler, som begynder med Mol)
Et mol (udtale: [ˈmoːˀl]?, o'et udtalt som i stol) er SI-enheden for stofmængde. Enhedens symbol og danske navn, mol, er sammenfaldende, mens f.eks. det franske og engelske navn er mole. Et mol svarer til 6,02214076 × 1023 formelenheder (f.eks. atomer), og dette tal, med enheden mol-1, kaldes Avogadros konstant, NA. Enheden mol benyttes til angivelse af mængder af atomer, molekyler eller subatomare partikler.

## Andre enheder
Enheden mol indgår i disse enheder:
- stofmængdekoncentration, som måles i mol pr. liter.
- molalitet, der måles i mol pr. kilogram opløsningsmiddel.
- molar masse, der måles i gram pr. mol. Et mol hydrogenatomer vejer eksempelvis 1,008 gram, fordi hydrogenatomernes molare masse er 1,008 g/mol.

Denne viden om vægten på et mol af et bestemt stof kan inden for kemien anvendes til at bestemme eksempelvis stofmængden af et bestemt stof med en given masse ud fra den molare masse af stoffet. Dette kan skrives:{\displaystyle {\text{stofmængde}}={\text{masse}}/{\text{molar masse}}}.
Enheden mmol/L bliver f.eks. brugt i forbindelse med udregning af blodglukose for diabetikere.

## Ændring i definitionen
Efter møder i 2011 i Den Internationale Komité for Mål og Vægt (CIPM) og Generalkonferencen for Mål og Vægt (CGPM) blev man enige om mulige nye definitioner af flere af SI-enhederne., og dette mundede ud i, at man ved CGPM's møde i Versailles i november 2018 endelig definerede alle SI-enheder ved fysiske konstanter. Det betød at alle SI-enheder, inklusive molet, blev omdefineret fra fysiske objekter til fysiske konstanter.
Disse ændringer trådte officielt i kraft 20. maj 2019. Som følge af dette, blev "et mol" redefineret som Avogadros konstant: præcis 6,02214076⋅1023 formelenheder. Tidligere lød definitionen på et mol, at et mol 12C-atomer har en masse på nøjagtig 12 g.

## Historie
Den første tabel med atommasser blev offentliggjort af John Dalton i 1805, baseret på et system, hvor den relative atommasse for brint blev defineret til at være 1. Disse relative atommasser var baseret på støkiometriske beregninger ved kemiske reaktioner, en kendsgerning, der i høj grad var medvirkende til deres accept: Det var ikke nødvendigt at være tilhænger af atomteorien (en ikke-bevist hypotese på det tidspunkt) for at gøre praktisk brug af tabellerne.
Jöns Jacob Berzelius (1779-1848) var medvirkende til bestemmelsen af relative atommasser til en stadig større nøjagtighed. Han var også den første kemiker, der brugte ilt som den standard andre masser blev sammenlignet med. Ilt er nyttig som standard, da den i modsætning til brint danner forbindelser med de fleste andre grundstoffer, især metaller. Han valgte dog at fastsætte ilts atommasse til 100, hvilket ikke vandt udbredelse.

## Etymologi
Betegnelsen mol er opstået som en forkortelse af ordet molekyle.